# Вероотстъпничество
Вероотстъпничеството, наричано понякога апостазия (от гръцки: Αποστασία, „отстъпничество“) е формален отказ или отхвърляне на дадена религия от неин привърженик. В по-широк смисъл като вероотстъпничество може да се разглежда и приемането на мнение, противоречащо на предходните възгледи на човека.